# 400e régiment d'artillerie automotrice de la Garde
Le 400e régiment d'artillerie automotrice de la Garde (en russe : 400-й гвардейский самоходный артиллерийский полк, abrégé 400 гв. сап), de son nom complet le 400e régiment d'artillerie automotrice de la Garde « Transilvanski » des ordres du Drapeau rouge et de Bogdan Khmelnitski (en russe : 400-й гвардейский самоходный артиллерийский Трансильванский Краснознамённый, ордена Богдана Хмельницкого полк), est une unité des troupes de missiles et d'artillerie de l'armée de terre russe (n° d'unité 15871).
L'unité fait partie de la 90e division de chars de la Garde, basée à Tchebarkoul (oblast de Tcheliabinsk), dans le district militaire central.

## Historique
Son historique remonte à la création en 1943 du 285e régiment de mortiers du 5e corps mécanisé de la Garde (ru).
Le 24 juin 1945, le régiment rejoint la 6e division mécanisée de la Garde (point de garnison de Bernau). Pendant sa période de déploiement sur le territoire de la RDA, le régiment est stationné à Francfort-sur-l'Oder du GSVG. Lors des dernières années de déploiement en RDA, le régiment est armé de 54 2S3, 18 Grad, 5 PRP-3/-4, 3 1V18, 1 1V19, 1 R-145BM et 1 R-156BTR.
L'unité est dissoute en 1997 en même temps que la 90e division de chars de la Garde Lvov. En 2018, celle-ci est reformée avec la toute nouvelle 90e division de chars de la Garde Vitebsk-Novgorod,.
À partir de 2020, le régiment est équipé du camion lance-roquettes multiple 9K51, du canon automoteur 2S3 et du lance roquettes multiple 9K57.
Le régiment participe à l'invasion russe de l'Ukraine à partir de février 2022. Le 17 octobre 2022, par décret présidentiel, le régiment reçoit le titre honorifique d'unité de la « Garde ».